# Floridaøerne
|  | For andre betydninger, se Florida (flertydig) |
Nggelaøerne, som også kaldes Floridaøerne, er en lille øgruppe i den centrale del af Salomonøerne, der er et uafhængigt land i den sydvestlige del af Stillehavet.
Øgruppen består af hovedøen, Nggela Sule, samt en række mindre øer heriblandt Tulagi, Gavutu og Tanambogo. Navnet Floridaøerne bruges også somme tider i omtale af Nggela Sule.

## Historie
Nggelaøerne ligger lige nord for den mere berømte ø Guadalcanal, hvor slaget om Guadalcanal blev udkæmpet under 2. verdenskrig. Nggela Sule blev besat af Japan i april 1942 i forbindelse med japanernes forsøg på at etablere en base for marinefly på naboøen Gavutu. Den 7. august samme år gik tropper fra det amerikanske marinekorps' 2. marineregiment i lang for at støtte landgangen på naboøen Tulagi. Floridaøerne blev aldrig så berømte som Guadalcanal, selv om den fungerede som en lille sekundær operationsbase for amerikanernes og australiernes krigsindsats i Stillehavet i resten af krigen. Efter den amerikanske befrielse af øen fra japanerne blev den hjemsted for en amerikansk base for flyvebåde. Øen leverede efterfølgende vand til den amerikanske flåde, som hentede vandet fra en underjordisk kilde på øen.